# Premio Galien
El Premio Galien se otorga a la investigación farmacéutica. Fue creado en Francia en 1970 por el farmacéutico Roland Mehl. Desde entonces distintos países se han ido agregando a la organización del premio: Francia (1970), Bélgica y Luxemburgo (1982), Alemania (1984), Países Bajos (1985), Reino Unido (1988), Italia (1989), España (1990), Portugal (1992), Canadá (1993), EE. UU. y Suiza (2001). 

## Principios activos e investigadores galardonados en España
- 1990

Anistreplasa (Eminase®, Beecham)
Laboratorios Almirall Prodesfarma
- 1991

Lovastatina (Mevacor®, Merck-Sharp Dohme)
Laboratorios Esteve
- 1992

Ondasetrón (Zofron®, Glaxo)
- 1993

Sertaconazol (Dermofix®, Ferrer)
Laboratorios Uriach
- 1994

Vacuna antihepatitis A (Havrix®, SmithKline-Beecham)
Laboratorios Almirall
- 1995

Paclitaxel (Taxol®, Bristol-Myers-Squibb)
Laboratorios Ferrer
- 1996

Losartán (Cozaar®, Merck-Sharp-Dohme)
CIFA (Centro de Investigación en Farmacología Aplicada)
- 1997

Saquinavir (Invirase®, Roche)
Dr. Jesús Florez Beledo, Departamento de Farmacología de la Universidad de Cantabria, Santander.
Dr. Juan Tamargo Menéndez, Instituto de Farmacología y Toxicologíade la UCM)
- 1998

Topotecán (Hycamtín®, SmithKline-Beecham)
Instituto de Investigación del Hospital de la Santa Cruz y San Pablo, Barcelona.
- 1999

Montelukast (Singulair®, Merck-Sharp-Dohme)
Antonio García García, Jefe de Servicio de Farmacología Clínica, Hospital de la Princesa, Madrid.
- 2000

Raloxifeno (Evista®, Lilly)
José Ángel Fuentes Cubero Profesor de Farmacología, Universidad Complutense, Madrid
- 2001

Almotriptán (Almográn®, Almirall)
Esteban Morcillo y Julio Cortijo, Departamento de Farmacología de la Universidad de Valencia
- 2002

Rosiglitasona (Avandia®, GSK) y zoledronato (Zometa ®, Novartis) :Joaquín del Río Zambrana, Profesor de Farmacología de la Universidad de Navarra
- 2003

Telitromicina (Ketek®, Aventis)
José Prieto Prieto, Jefe de Servicio de Microbiología, Facultad de Medicina del Hospital Clínico San Carlos, Universidad Complutense de Madrid
- 2004

Memantina (Axura®, Laboratorios Andrómaco) y (Ebixa®, Lundbeck)
Carlos Martínez Alonso, Presidente del Consejo Superior de Investigaciones Científicas
- 2005

Cetuximab (Erbitux®, Merck Farma y Química) y Atazanavir (Reyatez®, Bristol Myers-Squibb)
Bernat Soria, Director del Centro Andaluz de Biología Molecular y Medicina Regenerativa de Sevilla
- 2006

Pregabalina (Lyrica®, Pfizer)
José Ángel Berciano, catedrático y Jefe de Servicio del Neurología del Hospital Universitario Marqués de Valdecilla (Universidad de Cantabria).